# Agios Pandeleimon (Athen)
Agios Pandeleimon, auch Agios Panteleimon oder Agios Panteleimonas (griechisch Άγιος Παντελεήμονας) ist ein Stadtviertel der griechischen Hauptstadt Athen.
Agios Pandeleimon ist im Bereich um die gleichnamige Kirche etwa zwei Kilometer nördlich des Stadtzentrums, einen Kilometer nördlich des Archäologischen Nationalmuseums gelegen und wird von der Acharnon-Straße geteilt. 
Das Viertel, in dessen südlichem Teil sich der Viktoriaplatz mit der U-Bahn-Station Viktoria befindet, bildet seit Jahren einen Anziehungspunkt für Asylbewerber und Einwanderer aus Afghanistan und anderen Ländern Asiens und Afrikas, die in überfüllten Wohnungen in heruntergekommenen Häusern Unterkunft fanden. Die Wohnungen werden meist von „legalisierten“ Asylbewerbern angemietet. Die Migranten lagerten aber auch auf den Stufen der Kirche und auf dem Spielplatz davor. Im November 2008 und im Frühjahr 2009 entluden sich die durch die Ghettobildung hervorgerufenen Spannungen zwischen den einheimischen Bewohnern und Einwanderern in Demonstrationen und dem Versuch, den Bereich vor der Kirche zu „räumen“. Unter die Demonstranten mischten sich Rechtsradikale, die wahllos Migranten angriffen. Den Migranten kamen Autonome zu Hilfe. Die gewalttätigen Auseinandersetzungen wurden von der Polizei unter Einsatz von Tränengas beendet, mehrere Personen wurden verletzt.
Der Pfarrer der Kirche Agios Panteleimon sah sich heftiger Kritik ausgesetzt, weil er die Not der Migranten durch die Ausgabe von Mahlzeiten und Kleidung linderte; er sah sich gezwungen, diese Unterstützung einzustellen.
Das griechische Innenministerium beabsichtigt nach dem Regierungswechsel im Oktober 2009  die Einstellung von Immigranten als zivile Angestellte der Polizeistation in Agios Pandeleimon (später auch in anderen Polizeidienststellen), die als Dolmetscher und Vermittler eingesetzt werden sollen.
Im Mai 2011 kam es, nachdem ein Grieche bei einem Raubüberfall getötet worden war, erneut zu gewalttätigen fremdenfeindlichen Ausschreitungen.

## Einzelbelege
1. 1 2  „Die Gleichgültigkeit des Staates trieb die Menschen auf die Straße“ In: Eleftherotypia, 13. Juni 2009.
2. ↑  Greece & Immigration part I: Agios Panteleimonas
3. ↑  Hintergrund: „Griechenlands Immigranten – ein humanitaeres Drama“. In: hintergrund.de. Archiviert vom Original (nicht mehr online verfügbar) am 11. April 2015; abgerufen am 8. Oktober 2024.
4. ↑  Schweizer Fernsehen, Tagesschau vom 24. November 2008: „Strassenschlacht in Athen“ (Memento vom 18. Februar 2012 im Internet Archive)
5. ↑  In.gr „Spannungen in Agios Panteleimon“ (griechisch) (Memento vom 14. Juni 2009 im Internet Archive), abgerufen am 17. April 2024.
6. ↑  Fotoreportage der Eleftherotypia vom 8. Juli 2009
7. ↑  RIEAS Research Institute for European and American Studies: Immigration to Greece
8. ↑  Zeit.de vom 11. Mai 2011: „Übergriffe gegen Migranten in Athen“

Agiou Meletiou |
Agios Pandeleimon |
Akadimia Platonos |
Alepotrypa |
Alysida |
Ambelokipi |
Ano Liosia |
Ano Patissia |
Aristotelous |
Averof |
Baknana |
Chamosterna |
Chaidarion |
Cholargos |
Dafni |
Dourgouti |
Ellinoroson |
Emporiko Kentro |
Erythros |
Exarchia |
Filopappou |
Fokionos Negri |
Galatsi |
Gazi |
Girokomio |
Goudi |
Gouva |
Grava |
Gyzi |
Ilisia |
Ilio |
Ippokratio |
Iraklio |
Kalliga |
Kallirrois |
Kampa |
Kato Erythros |
Kato Patisia |
Kentro |
Kerameikos |
Klonaridou |
Koilis |
Koliatsou |
Kolokynthou |
Kolonaki |
Kolonos |
Koudouriotika |
Koukaki |
Kouklaki |
Kypriadou |
Kyprion |
Kypseli |
Korridalos |
Kynosargous |
Lamprini |
Lofos Lambraki |
Lofos Skouse |
Lofos Strefi |
Lykavittos |
Makrigianni |
Menidi |
Metaxourgio |
Mets |
Mousio |
Nea Filadelfia |
Nea Filothei |
Nea Kypseli |
Nea Smyrni |
Neapoli |
Neos Kosmos |
Nosokomio Paidon |
Pangrati |
Pedio Areos |
Petralona |
Pinakothiki |
Plaka |
Plastira |
Platia Amerikis |
Platia Chalepa |
Platia Fleming |
Platia Kanari |
Platia Papadiamanti |
Platia Viktorias |
Polygono |
Poulianou |
Probona |
Profiti Daniil |
Profitis Ilias |
Psyrri |
Rigillis |
Risoupoli |
Rouf |
Sepolia |
Thisio |
Thymarakia |
Tourkovounia |
Trion Ierarchon |
Tris Gefyres |
Varnava |
Vatrachonisi |
Veikou |
Vyronas |
Votanikos
Koordinaten: 37° 59′ 48,1″ N, 23° 43′ 36,1″ O